# Гарське сільське поселення
Га́рське сільське поселення (рос. Гарское сельское поселение) — адміністративна одиниця у складі Орічівського району Кіровської області Росії. Адміністративний центр поселення — селище Зенгіно.

## Історія
Станом на 2002 рік на території сучасного поселення існували такі адміністративні одиниці:
- Гарський сільський округ (селище Зенгіно, присілки Бакуліни, Великі Гарі, Леванови, Малі Гарі, Обжеріни, Параваєви, Савінови, Салмаки, Суботічі, Шалаєви)

Поселення було утворене згідно із законом Кіровської області від 7 грудня 2004 року № 284-ЗО у рамках муніципальної реформи шляхом перетворення Гарського сільського округу.

## Населення
Населення поселення становить 875 осіб (2017; 916 у 2016, 940 у 2015, 969 у 2014, 968 у 2013, 955 у 2012, 929 у 2010, 1015 у 2002).

## Склад
До складу поселення входять 11 населених пунктів:
| Населений пункт       | Населення, осіб (2002) | Населення, осіб (2010) |
| --------------------- | ---------------------- | ---------------------- |
| Бакуліни, присілок    | 11                     | 11                     |
| Великі Гарі, присілок | 315                    | 287                    |
| Зенгіно, селище       | 628                    | 599                    |
| Леванови, присілок    | 3                      | 4                      |
| Малі Гарі, присілок   | 20                     | 13                     |
| Обжеріни, присілок    | 14                     | 5                      |
| Параваєви, присілок   | 2                      | 0                      |
| Савінови, присілок    | 6                      | 1                      |
| Салмаки, присілок     | 6                      | 1                      |
| Суботічі, присілок    | 5                      | 6                      |
| Шалаєви, присілок     | 5                      | 2                      |